# Leirvík ÍF
El Leirvík ÍF fue un equipo de fútbol de las Islas Feroe que alguna vez jugó en la Primera División de las Islas Feroe, la liga de fútbol más importante del país.

## Historia
Fue fundado el 1 de diciembre del año 1928 en la ciudad de Leirvík, aunque fue hasta la temporada de 1982 que lograron ascender a la Primera División de las Islas Feroe por primera vez en su historia. Se mantuvieron en la máxima categoría hasta 1989 tras quedar en último lugar de la tabla entre 10 equipos luego de hacer solamente 3 puntos en 18 partidos sin ganar un solo juego (los puntos fueron 3 empates).
Tras 4 años en la segunda categoría, regresaron a la Primera División de las Islas Feroe en 1993, pero su estancia en la máxima categoría fue solo de una temporada luego de quedar en penúltimo lugar entre 10 equipos, aunque en esta ocasión consiguieron 12 puntos y descendieron por solo un punto de diferencia con el octavo lugar y no regresaron a la Primera División.
El club desapareció el 4 de febrero del 2008 luego de que se fusionara con el GÍ Gøta para crear al Víkingur.

## Entrenadores
- Oddbjørn Joensen (1993)
- Hans Andrias Midjord (1997)
- Harry Benjaminsen (1997-1998)
- Harry Benjaminsen (2001)
- Bogi Lervig (2001-2003)
- Bjørn Christensen (2004-2005)
- Hans Fróði Hansen (2006)
- Jan Joensen (2007)

## Palmarés
- Copa de las Islas Feroe: 0
  - Finalista: 1

1986
- 1. deild: 2

1981, 1992